# Лэндис, Дэвид
Дэвид Ландес (англ. David S. Landes; 29 апреля 1924, Нью-Йорк — 17 августа 2013) — американский экономист. Доктор философии (1953) и так же профессор истории и экономики Гарварда. Член Национальной академии наук США (с 1983).
Бакалавр (1942) Сити-колледжа (Нью-Йорка), доктор философии (1953) Гарвардского университета. Долгое время преподавал в Гарварде историю и экономическую теорию.
Сын Ричард, историк.

## Основные произведения
- «Раскованный Прометей: технологические изменения и промышленное развитие в Западной Европе с 1750 г. по нынешнее время» (The Unbound Prometheus: Technological Change and Industrial Development in Western Europe from 1750 to the Present, 1969);
- «Революция во времени: часы и производство современного мира» (Revolution in Time — Clocks and the Making of the Modern World, 1983);
- «Богатство и бедность народов: почему некоторые так богаты, а другие так бедны» (The Wealth and Poverty of Nations: Why Some Are So Rich and Some So Poor, 1998). {Рец. Эндрю Портера}